# Paul Cornish
Pour les articles homonymes, voir Cornish.
Pas d'image ? Cliquez ici

a Compétitions nationales et continentales officielles uniquement.

b Matchs officiels uniquement.
Paul William Cornish, né le 17 janvier 1965 à Canberra, est un joueur de rugby à XV qui a joué avec l'équipe d'Australie. Il évoluait au poste de trois-quarts centre.

## Carrière
Il joue avec les ACT Brumbies. Il disputé son premier test match le 24 juin 1990 contre la France. Son dernier test match fut contre les All Blacks le 21 juillet 1990.

## Statistiques en équipe nationale
- 3 test matchs avec l'équipe d'Australie
- 4 points (1 essai)